# Vespa 150 TAP
A Vespa 150 TAP foi uma scooter antitanque fabricada na década de 1950 a partir de uma scooter Vespa para uso com paraquedistas franceses (troupes aéroportées, TAP). Introduzida em 1956 e atualizada em 1959, a scooter foi produzida pela Ateliers de Construction de Motocycles et Automobiles (ACMA), a montadora licenciada de Vespas na França na época. As modificações da Vespa civil incluíram uma estrutura reforçada e um canhão sem recuo 75mm montado na scooter.

## História

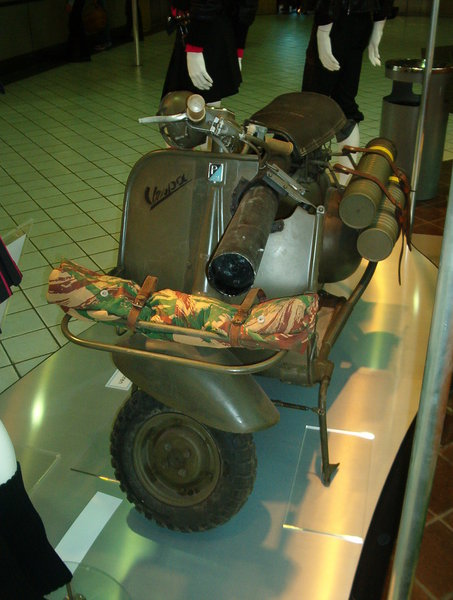
Vespa 150 TAP.

Os 150 TAP montaram um canhão sem recuo 75mm M20, uma arma antiblindados leve fabricada nos EUA. Era muito leve em comparação com um canhão sem recuo 75mm padrão, mas ainda era capaz de penetrar 100mm de blindagem com sua ogiva HEAT. O recuo foi neutralizado pela liberação de gases propulsores pela parte traseira da arma, o que eliminou a necessidade de um sistema de recuo mecânico ou montagem pesada.
As scooters seriam lançadas de paraquedas aos pares, acompanhadas por uma equipe de dois homens. A arma era transportada em uma scooter, enquanto a munição era carregada na outra. Devido à falta de qualquer tipo de dispositivo de mira, o canhão sem recuo nunca foi projetado para ser disparado da scooter; a arma seria montada em um tripé de metralhadora Browning M1917, que também era carregado pela scooter, antes de ser disparada. No entanto, em caso de emergência, podia ser disparado enquanto estivesse na armação e enquanto a scooter estivesse em movimento.

## Características
A "Bazooka Vespa" era relativamente barata: as Vespas custavam cerca de US$ 500 na época, e os M20 eram abundantes. 600 Vespas 150 TAP foram produzidas, entre 1956 e 1959. As Vespas tinham um carrinho e também vinham com duas latas de combustível.
As scooters propriamente ditas eram modelos VB1T originais de produção civil, com motor de 150cc de capacidade. O motor era de dois tempos, velocidade máxima de 60km/h, velocidade suficiente para abalroar qualquer veículo, se necessário, em uma emergência, ou mover o usuário do local de lançamento para a área onde o paraquedista era necessário.